# Narcisse Lecavalier
Pour les articles homonymes, voir Lecavalier.
Narcisse Lecavalier, né à Saint-Laurent (île de Montréal), le 3 juillet 1827 et mort à Saint-Laurent, le 30 avril 1892 est un homme politique canadien. 
Il est un membre actif des conseils municipaux de Saint-Laurent en 1855, de Notre-Dame-de-Grâce en 1877 et de Côte-des-Neiges de 1877 à 1886. Il est élu député conservateur dans Jacques-Cartier en 1867. Réélu en 1871, 1875, 1878 et sans opposition en 1881.